# 1134
Năm 1134 trong lịch Julius.